# Табаева, Анастасия Сергеевна
Анастасия Сергеевна Табаева (род. 4 февраля 1989) — российская спортсменка, бронзовый призёр чемпионата России по вольной борьбе 2011 года, мастер спорта России международного класса. Наставниками Табаевой являются Ким Колодезников и Николай Рожин. Выступает в наилегчайшей весовой категории (до 48 кг).

## Спортивные результаты
- Кубок России 2012 года — ;
- Чемпионат России по женской борьбе 2011 года — .